# Toivo Asmer
Toivo Asmer, ros. Tojwo Asmier, Тойво Асмер (ur. 8 stycznia 1947 w prowincji Järva) – radziecki kierowca i motocyklista wyścigowy oraz żużlowiec i estoński polityk.

## Życiorys
W 1961 roku ukończył szkołę podstawową w Retli, natomiast w roku 1964 został absolwentem Technikum Budownictwa i Mechaniki w Tallinnie, uzyskując zawód mechanika. W tym okresie zainteresował się sportami motorowymi, debiutując w 1963 roku w motocrossie. Ścigał się także motocyklami wyścigowymi i żużlowymi. W 1964 roku został motocyklowym wicemistrzem ZSRR w kategorii 50 cm³, zaś rok później w klasie 125 cm³ został żużlowym mistrzem Estonii i mistrzem motocrossowym w serii zimowej. Drugie z tych osiągnięć powtórzył w 1970 roku. Następnie uczestniczył w wyścigach samochodowych, początkowo w Sowieckiej i Estońskiej Formule 4. W latach 1974 i 1976 był wicemistrzem Estońskiej Formuły 4. Po zdobyciu trzeciego miejsca w klasyfikacji Sowieckiej Formuły 4 w 1974 roku, w latach 1975–1976 Asmer zdobył tytuł, natomiast w sezonie 1977 był wicemistrzem. Następnie przeniósł się do Sowieckiej Formuły 3, gdzie po zdobyciu drugiego (1978) i trzeciego (1979) miejsca w klasyfikacji, w sezonie 1980 został mistrzem. Od 1981 roku uczestniczył w Sowieckiej i Estońskiej Formule Easter. W Estonii był mistrzem w latach 1985 i 1987–1988, zaś w ZSRR zdobył tytuły mistrzowskie w latach 1985 i 1988, zaś wicemistrzem Związku Radzieckiego był w sezonach 1984, 1986 i 1989. Ścigał się również w ramach Pucharu Pokoju i Przyjaźni, zdobywając trzecie miejsce w klasyfikacji w roku 1988 i drugie rok później. W 1990 roku był mistrzem Sowieckiej Formuły 1600, natomiast w sezonach 1990–1991 był wicemistrzem estońskiej odmiany tej serii.
W latach 1991–1999 był CEO w firmach Asmer Ltd. i Asmer Auto Ltd. W latach 1999–2003 był ministrem w rządach Marta Laara i Siima Kallasa. Od 2003 roku pełni funkcję CEO w firmie Eleven Est Llc.
Żonaty, ma czworo dzieci.